# Premio Copé
Los Premios Copé son los premios literarios más importantes del Perú. El primer certamen, en la categoría de cuento, fue instaurado por Petroperú en 1979, conmemorando el décimo aniversario de esta institución. Contrariamente a lo que señala su sitio web, sí tuvo una breve interrupción durante la edición de 1990, que no se convocó debido al fujishock. Se estableció que la convocatoria del concurso de cuento sería de carácter bienal, y a partir de 1982 se creó la Bienal de Poesía. Ya en el siglo XXI se crearon dos categorías más: novela y ensayo, con dotaciones económicas mucho más pingües. Si bien es cierto que muchos certámenes literarios ofrecen accésit de finalista, el Premio Copé es quizás el único que concede premios en metálico incluso al tercer lugar en las categorías de poesía y cuento (no así en las de novela y ensayo), además de entregar trofeos y diplomas a todos los finalistas. Así, en las categorías de cuento y poesía, existen los Premios Copé de Oro, Plata y Bronce. Sólo pueden participar textos inéditos y no pueden presentarse aquellos que hayan obtenido el primer lugar en ediciones anteriores. Las bases se publican con meses de anticipación en el diario El Comercio y en Internet, además de los afiches que exhiben en universidades y centros culturales del país. Los nombres de los ganadores se anuncian de forma semejante.
Debido a sus atractivas dotaciones en todas sus categorías y a la enorme convocatoria que concita (p. ej., más de un millar de cuentos participantes por edición) el Premio Copé es un concurso de alto nivel, pese a ser sólo de alcance nacional. La participación es siempre anónima, bajo pseudónimo y con sistema de plica. El jurado calificador lo integran intelectuales de la Universidad Nacional Mayor de San Marcos, la Pontificia Universidad Católica del Perú, el Ministerio de Cultura (anteriormente el Instituto Nacional de Cultura), la Academia Peruana de la Lengua, y un representante de Petroperú. Entre los jurados más destacados se pueden citar al poeta José Watanabe, al novelista Alonso Cueto o al filólogo Luis Jaime Cisneros. Los ganadores normalmente no son reconocidos en el extranjero, y la mayor parte de las veces son autores fuera del circuito literario. Las excepciones son las de los escritores Iván Thays y, quizás, Fernando Iwasaki, cuyas obras han sido traducidas a varias lenguas. En la Bienal de Cuento de 1998 el primero fue finalista y el segundo ganador.
Las obras ganadoras se publican en el transcurso de un año. En el caso del concurso de cuento, todos los ganadores y finalistas en un solo volumen; y en las restantes categorías, un libro distinto por autor, además de una antología de poemas de los poemarios finalistas. Sin embargo, luego de editados, los trabajos rara vez son hallados en librerías, y en ningún caso una obra ganadora del Premio Copé ha figurado en los rankings de las obras más vendidas del Perú, debido quizás a que no se han aliado con ninguna editorial de las llamadas comerciales, sino que las publican por el sello Ediciones Copé, subsidiado por Petroperú, que normalmente dona sus ejemplares editados a las bibliotecas del país. No obstante, durante la Feria Internacional del Libro de Lima puede encontrarse un stand de Petroperú, donde es posible adquirir algunas ediciones recientes de las obras ganadoras.
Durante un breve periodo (de 2007 a 2011) el Premio Copé fue de alcance internacional, aunque no se le dio suficiente publicidad en el extranjero. Sin embargo, se aprovechó la internacionalización efímera del concurso para incrementar significativamente los montos ofrecidos a los ganadores. Actualmente pueden participar solamente peruanos, aunque no residan en territorio nacional, subiendo los ficheros PDF con sus trabajos a la plataforma web abierta para este objeto.
El reconocido crítico Ricardo González Vigil considera a este premio un hito en la literatura peruana.

## Premio Copé de Cuento
Éste fue el primer concurso literario que convocó Petroperú. Actualmente está dotado con 25.000 soles (más de 6000 dólares) a un texto narrativo no mayor de 30 carillas escritas en tipografía Arial 12 con interlineado de espacio y medio. La edición de 2020 fue la única que no otorgó accésits. Actualmente, el segundo lugar recibe 15.000 soles, y el tercero 10.000, además de los trofeos Copé. También se publican los cuentos finalistas en la edición correspondiente. 
I Bienal de Cuento 1979
- Oro: Washington Delgado por "La Muerte del Dr. Octavio Aguilar"
- Plata: Luis Enrique Tord por "Oro de Pachacamac"
- Bronce (ex aequo): Alfredo Quintanilla por "De todas maneras quiero ir a la gloria" y Luis Rey de Castro por "La novela"

II Bienal de Cuento 1981
- Oro: Julio Ortega por "Avenida Oeste"
- Plata: José Adolph por "¿Recuerdas, Amanda?"
- Bronce (ex aequo): Armando Robles Godoy por "Tercer Acto" y Jorge Bruce por "La desesperación es una playa"

III Bienal de Cuento 1983
- Oro: Óscar Colchado por "Cordillera Negra"
- Plata: Mario Ghibellini Harten por "La Revancha de Red Demon"
- Bronce: Luis Enrique Tord por "La nave del dragón"

IV Bienal de Cuento 1985
- Oro: Cronwell Jara por "La fuga de Agamenón Castro"
- Plata (ex aequo): Arnaldo Panaifo Teixeira por "Julia zumba, la nodriza reina" y Roberto Reyes Tarazona por "¿Se acabará la rabia?"
- Bronce: Fernando Iwasaki por "El tiempo del mito"

V Bienal de Cuento 1987
- Oro: Luis Enrique Tord por "Cide Hamete Benengeli, coautor del Quijote"
- Plata (ex aequo): Fernando Castro Ramírez por "El Lavaplatos” y Dante Castro Arrasco por "Ñakay Pacha"
- Bronce: Macedonio Villafán Broncano por "Sueños y viajes en las quebradas"

VI Bienal de Cuento 1989
- Oro: Eduardo Paz Esquerre por "La iniciación suprema de Guacri Caur"
- Plata: José Adolph por "Un museo frío"
- Bronce: Teófilo Gutiérrez por "Historia de amor"

VII Bienal de Cuento 1992
- Oro: Luis Nieto Degregori por "María Nieves"
- Plata: Ericka Edía Vásquez por "Historia de Maurice Boucaya"
- Bronce (ex aequo): Gonzalo Portals por "El Atabal" y Percy Galindo Rojas por "Tócala, Sam"

VIII Bienal de Cuento 1994
- Oro: Carlos Vásquez Chire por "Cuando las últimas luces se hayan apagado"
- Plata: Jaime A. Pantigozo Montes por "El canto del Tuco"
- Bronce (ex aequo): Mary Ann Rickets por "Malaché" y Mario L. Villafranca por "El Regreso"

IX Bienal de Cuento 1996
- Oro: Carlos Schwalb Tola por "Fuego"
- Plata: Ángel Avedaño Farfán por "Libreta de Campo"
- Bronce (ex aequo): Franco Ávalo Alvarado por "Aeda" y Pilar Dughi por "Desiderio"

X Bienal de Cuento 1998
- Oro: Fernando Iwasaki por "El derby de los penúltimos"
- Plata: Armando Robles Godoy por "Oxímoron"
- Bronce: Andrés Cloud Cortez por "Débiles señales de un fanal que se eclipsa"

XI Bienal de Cuento 2000
- Oro: José de Piérola por "Lápices"
- Plata: Víctor Hugo Velázquez Cabrera por "La novena maravilla"
- Bronce: Marco García Falcón por "La caza sutil"

XII Bienal de Cuento 2002
- Oro: Gregorio Martínez por "Guitarra de Palisandro"
- Plata: Juan Manuel Chávez por "Sin cobijo en Palomares"
- Bronce: Héctor Eduardo Asenjo Azpilcueta por "El fantasma"

XIII Bienal de Cuento 2004
- Oro: Luis Alfredo Espinoza Aguilar por "Historia del jabón"
- Plata: Augusto Effio Ordóñez por "Lecciones de origami"
- Bronce: José Hidalgo por "Episodios de guerra"

XIV Bienal de Cuento 2006
- Oro: Selenco Vega Jácome por "El mestizo de las alpujarras"
- Plata: Sergio Galarza por "El mapache"
- Bronce: Alina Gadea Valdez por "La casa muerta"

XV Bienal de Cuento 2008
- Oro: Pedro Rolando Ugarte Valdivia por "Relámpago inmóvil"
- Plata: Juan Torres Gárate por "Operación Cóndor"
- Bronce: Laura Massolo por "El diablo es inocente"

XVI Bienal de Cuento 2010
- Oro: Daniel Enrique Amayo Magallanes por "Ayaymama"
- Plata: Élmer Heriberto López Guevara por "El hombre que tenía medio morir"
- Bronce: Iván Alfonso Loyola Velarde por "Un alquimista en el Caribe"

XVII Bienal de Cuento 2012
- Oro: Jorge Luis Gutiérrez Rodríguez por "Los caminantes de Sonora"
- Plata (ex aequo): Alejandro Neyra por "El libro de la sabiduría" y Pierre Castro Sandoval por "El río"
- Bronce: Iván Alfonso Loyola Velarde por "Un alquimista en el Caribe"

XVIII Bienal de Cuento 2014
- Oro: Johann Page Flores por "Patrimonio"
- Plata: Carlos Arámbulo López por "Fifteen"
- Bronce: Pedro José Llosa Vélez por "Unas fotografías, apenas"

XIX Bienal de Cuento 2016
- Oro: Santiago Merino Acevedo por "El cuadro de Marilyn"
- Plata: María Torres Saric por "Santeros"
- Bronce: Miguel Torres Vitolas por "Esa pequeña luz en la ventana"

XX Bienal de Cuento 2018
- Oro: Stuart Flores Herrera por "La piel fría"
- Plata: Gonzalo Enrique Castro Huayna por "El palomar"
- Bronce: Luiz Carlos Reátegui Del Águila por "La Casa Abuela"

XXI Bienal de Cuento 2020
- Miguel Alfonso Ruiz Effio por "El dedo en el disparador"

XXII Bienal de Cuento 2022
- Oro: David Orlando Del Águila Quevedo por "Días de prueba esperando a Paradise"
- Plata: Christian Elguera Olórtegui por "El último sortilegio de Fernando Pessoa"
- Bronce: Reynaldo Oscar Santa Cruz Cabrera por "Tribus urbanas"

XXIII Bienal de Cuento 2024
- Oro: Luis Fernando Díaz Cáceres por "Dies irae"
- Plata: Gerson Platini Rivera Cisneros por "El zorro borracho"
- Bronce: Hugo Epifanio Velazco Flores por "La gula"

## Premio Copé de Poesía
Este premio se concede desde 1982, tres años después de la primera convocatoria al concurso de cuento, inicialmente sin accésits. La dotación, al igual que en el certamen de cuentos, es de 25.000 soles (más de 6000 dólares), y 15.000 y 10.000 soles para el segundo y tercer lugar respectivamente, que son publicados antes de un año por Ediciones Copé, en volúmenes independientes, además de una antología de los poemas de los finalistas. Participan poemarios, pero no poemas extensos en forma de libro (como lo sería La tierra baldía de T. S. Eliot o La voz a ti debida de Pedro Salinas). En las bases se especifica que se debe enviar poemas en verso, con un máximo de 1200 versos (anteriormente 1500) en tipografía Arial 12 y espaciado de 1.5; no obstante lo cual, ha habido casos de poemarios en prosa, como La enfermedad de Venus, que obtuvo el primer lugar, y otros que también han logrado ser finalistas sin acatar esta disposición.
I Bienal de Poesía 1982
- Jorge Eslava por Ítaca

II Bienal de Poesía 1984

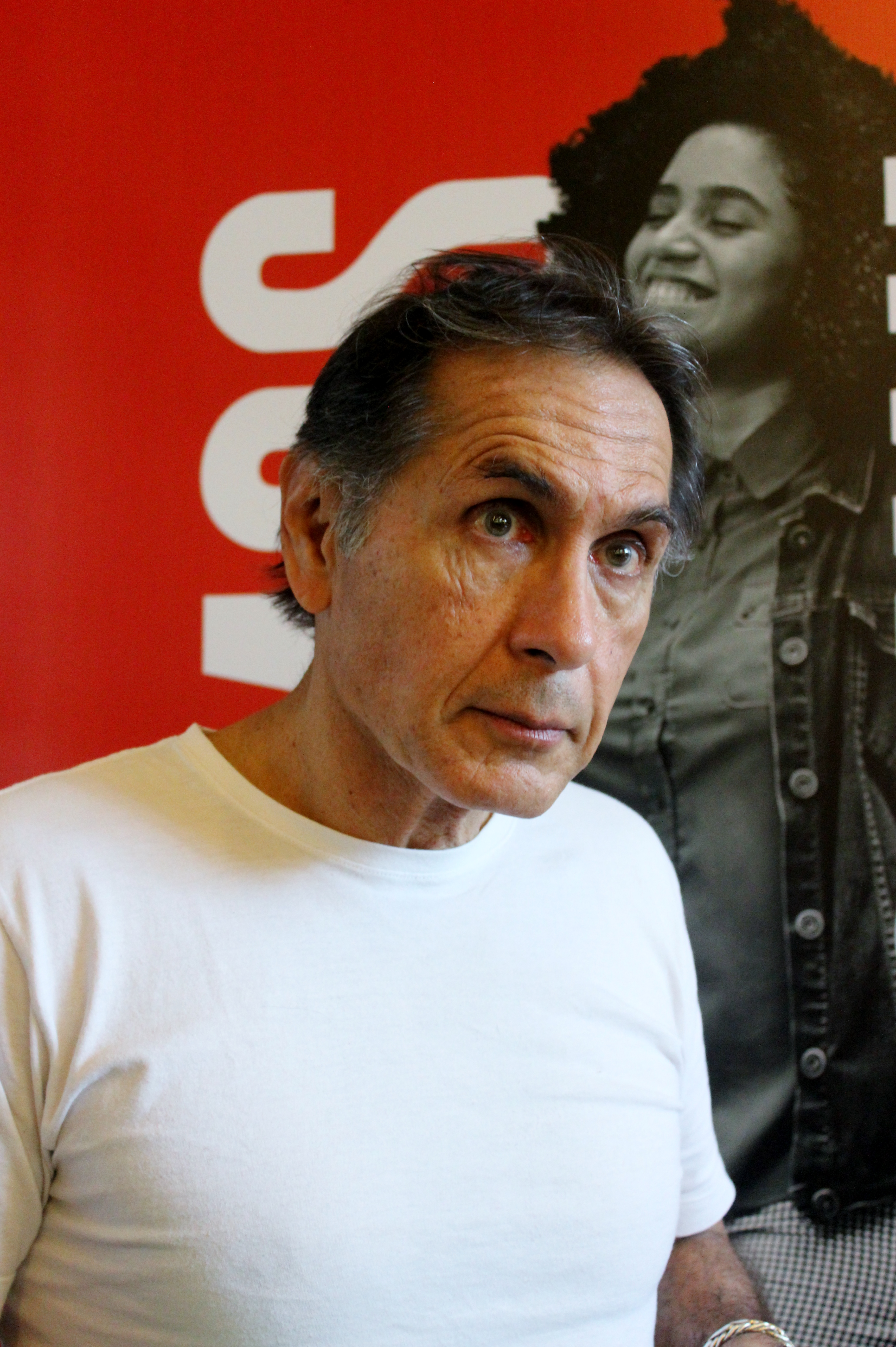
Jorge Eslava

- Ex aequo: Eduardo Chirinos por Archivo de huellas digitales y Jorge Nájar por Finibus Térrea

III Bienal de Poesía 1986
- Oro (ex aequo): Eduardo Urdanivia Bertarelli por Al encendido fuego y Carlos Reyes Ramírez por Mirada del búho
- Plata: Rocío Silva Santisteban por Ese oficio no me gusta

IV Bienal de Poesía 1988
- Oro: Óscar Limache Ruiz por Viaje a la lengua del puercoespín
- Plata: Raúl Alfredo Valle Degregori por Un pasaje para Leteo

V Bienal de Poesía 1991
- Oro: Ana Varela Tafur por Lo que no veo en visiones
- Plata (ex aequo): Xavier Echarri Mendoza por Las quebradas experiencias y otros poemas y Juan Felipe Flores Flores por Casa de David
- Bronce: Sandro Macassi Lavander por Edificios de humo

VI Bienal de Poesía 1993
- Oro: Gonzalo Portals por Piedecuesta
- Plata (ex aequo): Tulio Mora por País interior y Peter O'Brien por El contrato Finch

VII Bienal de Poesía 1995
- Oro: Alfredo Herrera Flores por Montaña de jade
- Plata: Domingo de Ramos por Ósmosis

VIII Bienal de Poesía 1997
- Oro: Pablo Guevara por Un iceberg llamado poesía
- Plata: Rafael Espinosa Montoya por Geometría
- Bronce: Juan Cristóbal (pseudónimo de José Pardo del Arco) por Los rostros ebrios de la noche

IX Bienal de Poesía 1999
- Oro: Alonso Ruiz Rosas por La enfermedad de Venus
- Plata: Leopoldo Chariarse por Solsticio
- Bronce (ex aequo): Adrián Arias López por 26-10-2,028 y Enrique Hulerig Villegas por Bajo el cielo de Satán

X Bienal de Poesía 2001
- Oro: Miguel Ildefonso por Las ciudades fantasmas
- Plata: Edwing Jimmy Marroquín Lazo por Teoría Angélica
- Bronce (ex aequo): Guido Fernández de Córdova y Amézaga por La onza de gongorismos / Algunos pájaros y Rafael Espinosa Montoya por Pica-Pica

XI Bienal de Poesía 2003
- Oro: Ladislao Plasencki por Manantiales del Desierto
- Plata: Nilton Santiago por El libro de los espejos
- Bronce: Eduardo Urdanivia Bertarelli por Conversaciones con Lezama

XII Bienal de Poesía 2005
- Oro: Chrystian Iván Zegarra Benites por Escena primordial
- Plata: Rocío Silva Santisteban por Las hijas del terror
- Bronce: Luis Rodríguez Castillo por El monstruo de los cerros

XIII Bienal de Poesía 2007
- Oro: Rocío Castro Morgado por El zoo a través del cristal
- Plata: Juan Carlos Lázaro por Entre la sombra y el fuego
- Bronce: Luzgardo Medina Egoavil por Bajas pasiones para un otoño azul

XIV Bienal de Poesía 2009
- Oro: Boris Espezua Salmón por Gamaliel y el oráculo del agua
- Plata (ex aequo): Martín Zúñiga Chávez por Pequeño estudio sobre la muerte y Carlos Tataje por Epitafios
- Bronce: Luis García López por La unidad de los contrarios

XV Bienal de Poesía 2011

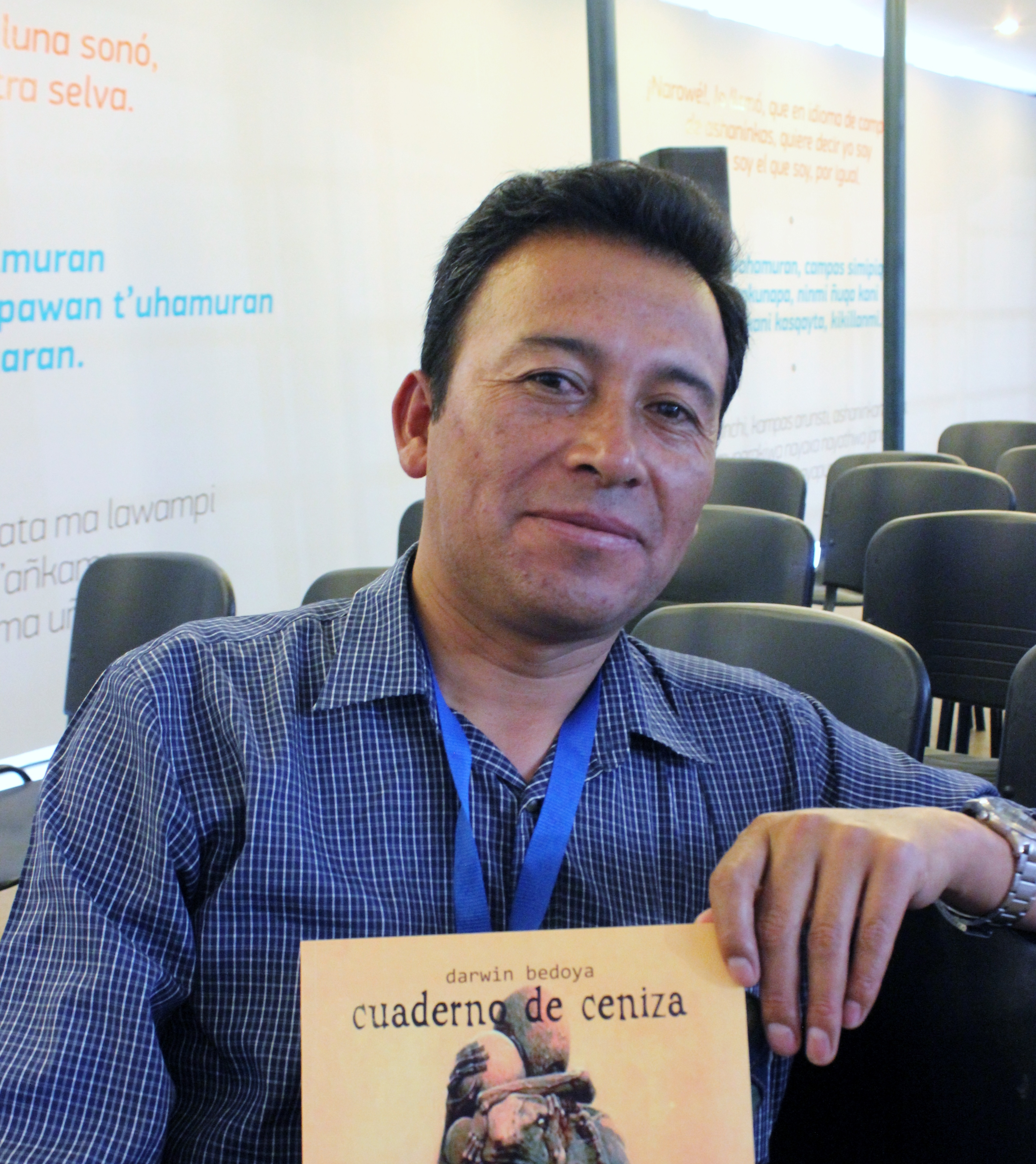
Darwin Bedoya

- Oro: Darwin Eduardo Bedoya Bautista por El libro de las sombras
- Plata: Alejandro Susti González por El río imaginado
- Bronce: Rafael Courtoisie por Santa Poesía

XVI Bienal de Poesía 2013
- Oro: Leoncio Luque Ccota por Igual que la extensión de tu cuerpo
- Plata: Cristhian Briceño Ángeles por La comedia inmóvil
- Bronce: Luzgardo Medina Egoavil por Alegorías para un amor gitano y una carta para César Moro

XVII Bienal de Poesía 2015
- Oro: Antonio Sarmiento Anticona por La colina interior
- Plata: Roy Alfonso Vega Jácome por Muestra de arte disecado
- Bronce: Renato Sandoval por Prooemium mortis

XVIII Bienal de Poesía 2017
- Oro: Marco Antonio Quijano Miranda por Colección privada o los colores ocultos de la turbación
- Plata: Ernesto Benigno Zumarán Alvítez por La noche y su sombra.
- Bronce: Alejandro Enrico Susti Gonzales por Bajo la mancha azul del cielo.

XIX Bienal de Poesía 2019
- Oro: Johnny Barbieri por Expediente Vallejo
- Plata: James Ricardo Quiroz Bimichumo por En los bosques de infinita música.
- Bronce: Luz Karen Vila Solier por Las primeras estaciones.

XX Bienal de Poesía 2021
- Oro: Daniel Arenas Bardales por Ciertas formas del fuego
- Plata: César Olivares Acate por Buey manso o doce cantos para disuadir al matarife (con interludios).
- Bronce: Miguel Gil Castro por Cinco días en Huarochirí.

XXI Bienal de Poesía 2023
- Oro: Elma Murrugarra Pinedo por La memoria hila
- Plata: Alejandro Giancarlo Mautino Guillén  por Río dormido sobre escombros de memoria
- Bronce: Alex Alan Ramos Arancibia por Entre los límites de una vela

## Premio Copé de Novela
Esta categoría fue instaurada en el año 2007, y tiene una dotación de 50.000 soles (más de 13.000 dólares). No hay accésits, pero se concede la opción de ser anunciado el nombre del finalista, siempre que dentro de la plica se exprese el deseo del participante de que así se haga. No se especifica el número de páginas, pero sí que el texto debe tener entre 50.000 y 200.000 palabras con tipografía Arial 12 e interlineado de espacio y medio. 
I Bienal de Novela 2007
- Percy Galindo Rojas por Como los verdaderos héroes

II Bienal de Novela 2009
- Iván Sócrates Zuzunaga Huaita por La noche y sus aullidos

III Bienal de Novela 2011
- Luis Fernando Cueto Chavarría por Ese camino existe

IV Bienal de Novela 2013
- Julián Pérez Huarancca por Criba

V Bienal de Novela 2015
- Juan José Cavero Benites por En la ruta de los hombres silentes

VI Bienal de Novela 2017
- Hugo Antonio Yuen Cárdenas por El laberinto de los endriagos

VII Bienal de Novela 2019
- Alejandro Neyra por Mi monstruo sagrado

VIII Bienal de Novela 2021
- José Luis Villanueva Victorio por Serpiente resplandeciente

IX Bienal de Novela 2023
- Christian Alexander Elguera Olortegui por Los espectros

## Premio Copé de Ensayo
La primera convocatoria al Premio Copé de Ensayo fue en 2008, y al igual que en el caso del premio de novela, está dotado con 50.000 soles (más de 13.000 dólares). No hay accésit de finalista, pero se puede recibir una mención si el autor expresa ese deseo dentro de la plica. Debe presentarse un ensayo de un mínimo de 60 folios en tipografía Arial 12, con espacio y medio de interlineado.
I Bienal de Ensayo 2008
- Gregorio Martínez por Diccionario abracadabra. Ensayos de abecechedario

II Bienal de Ensayo 2010
- Mauro Félix Mamani Macedo por José María Arguedas. Urpi, fieru, quri, sonqoyky

III Bienal de Ensayo 2012
- John Harvey Valle Araujo por El wakcha en el relato andino de tradición oral

IV Bienal de Ensayo 2014
- Richard Parra Ortiz por La tiranía del Inca

V Bienal de Ensayo 2016
- Diego Trelles Paz por Detectives perdidos en la ciudad oscura

VI Bienal de Ensayo 2018
- Ciro Benjamín Alegría Varona por Adagios. Crítica del presente desde una ciencia melancólica

VII Bienal de Ensayo 2020
- David Quichua Chaico por De curaca a congresista

VIII Bienal de Ensayo 2022
- Jorge Antonio Valenzuela Garcés por Un mundo precario. Ensayo sobre la obra y la escritura de Franz Kafka

IX Bienal de Ensayo 2024
- Martin Remberto Horna Romero por La rosa traversa